# جون هولم
جون هولم (بالإنجليزية: John Hulme)‏ (6 فبراير 1945 في المملكة المتحدة - 26 مايو 2008) هو مدرب كرة قدم ولاعب كرة قدم بريطاني في مركز الدفاع. لعب مع بولتون واندررز ونادي بوري ونادي ريدنغ ونادي لو تشو دي فوندز ونوتس كاونتي.

## وصلات خارجية
- جون هولم على موقع قاعدة بيانات كرة القدم.إي يو (الإنجليزية)